# Partit Obrer Belga
El Partit Obrer Belga (en francès: Parti Ouvrier Belge, en neerlandès: Belgische Werkliedenpartij), fou un partit polític belga d'ideologia socialista, fundat el 1885.

## Història
El POB es va fundar l'abril de 1885 a la sala de la cafeteria De Zwaan, situada a la Grand Place de Brussel·les en una reunió de 112 treballadors, el mateix indret on s'havia fundat la Primera Internacional i on Karl Marx va escriure el Manifest Comunista. En aquesta reunió hi eren representats nombrosos grups, entre ells els socialistes d'Edward Anseele. La majoria eren principalment artesans i no pas treballadors de grans centres industrials (excepte de Gant). Quan es redactà el programa del nou partit, es temia que si era molt radical podia dissuadir els treballadors. En aquesta base es va decidir que la paraula socialista no havia de ser esmenada en el nom del partit, punt de vista defensat per Cesar De Paepe (1841-1890).
Abans de 1919, el sistema de circumscripció per districtes a les eleccions belgues va fer gairebé impossible que el POB obtingués escons a Flandes, raó per la qual el dirigent socialista flamenc Edward Anseele, va ser elegit per la circumscripció de Lieja. Després de 1919, el sufragi universal masculí i la representació proporcional augmentaren la força parlamentària del partit i va participar en diversos governs. Fou el partit més votat a les eleccions legislatives belgues de 1925 i 1936, i Henri de Man va dissoldre l'organització en 1940, mentre Bèlgica es trobava sota l'ocupació nazi.
Després de la Segona Guerra Mundial, va adoptar el nom de Partit Socialista Belga, que a partir dels anys seixanta es va dividir en el Parti Socialiste i Socialistische Partij.

## Resultats electorals
| Any  | Vots    | Vots   | Escons   | +/-  |
| Any  | #       | %      | Escons   | +/-  |
| ---- | ------- | ------ | -------- | ---- |
| 1894 | 301,940 | 18.36% | 27 / 152 | 27   |
| 1896 | 150,260 | 15.16% | 27 / 152 | =    |
| 1898 | 213,511 | 21.78% | 15 / 152 | 12   |
| 1900 | 461,295 | 22.49% | 32 / 152 | 17   |
| 1902 | 159,370 | 14.97% | 32 / 166 | = 17 |
| 1904 | 297,847 | 26.64% | 29 / 166 | 3    |
| 1906 | 72,224  | 22.64% | 25 / 166 | 4    |
| 1908 | 271,870 | 22.64% | 25 / 166 | =    |
| 1910 | 85,326  | 6.69%  | 25 / 166 | =    |
| 1912 | 243,338 | 9.28%  | 18 / 186 | 7    |
| 1914 | 404,701 | 30.32% | 32 / 186 | 14   |
| 1919 | 645,124 | 36.62% | 70 / 186 | 38   |
| 1921 | 672,478 | 34.81% | 68 / 186 | 2    |
| 1925 | 821,116 | 39.48% | 78 / 187 | 10   |
| 1929 | 803,347 | 36.02% | 70 / 187 | 8    |
| 1932 | 824,946 | 37.03% | 73 / 187 | 3    |
| 1936 | 758,485 | 32.11% | 70 / 202 | 3    |
| 1939 | 575,775 | 29.44% | 64 / 166 | 6    |

## Membres destacats
- Camille Huysmans
- Henri De Man
- Paul-Henri Spaak, un dels pares fundadors de la Unió Europea
- Emile Vandervelde
- August Vermeylen